# Siponto (cité antique)
Siponto (en latin : Sipontum, en grec : Σιπιούς) était une ancienne ville portuaire et évêché de la Grande-Grèce dans les Pouilles, dans le sud de l'Italie. La ville fut abandonnée après les tremblements de terre du XIIIe siècle. 
Aujourd'hui, la zone est administrée comme une frazione de la commune de Manfredonia, dans la province de Foggia. Siponto est situé à 3 km au sud de Manfredonia,.

## Historique
Selon la légende, Sipontum a été fondée par Diomède, produit de l'union du héros homérique du même nom avec la fille du roi des Dauniens. Siponto a probablement été fondée par les Dauniens.
Sipontum était une colonie grecque florissante, son nom grec étant Sipious (Σιπιούς) ; tombée aux mains des Samnites, elle fut reprise vers 335 av. J.-C. par le roi Alexandre Ier d'Épire, oncle d'Alexandre le Grand. En 189 av. J.-C., elle devint une colonie de la république romaine avec son nom original Sipious encore utilisé à l'époque byzantine, et en 663 apr. J.-C., elle fut prise et détruite par les Slaves.
Au IXe siècle, Sipontum fut pour un temps au pouvoir des Sarrasins ; en 1042 les Normands en firent le siège d'un de leurs douze comtés. Ces derniers y remportèrent une victoire décisive sur le général byzantin Argyre en 1052.
Michel of Zahumlje, le 10 juillet 926, limoge Siponto, une ville byzantine des Pouilles. On ne sait pas s'il a fait cela sur ordre suprême de Tomislav Ier. Apparemment, il a envoyé la marine croate sous la direction de Michel pour chasser les Sarrasins de cette partie du sud de l'Italie et libérer la ville.
Avant la seconde moitié du XIIe siècle, l'Ordre du Temple et l'Ordre Hospitalier fondèrent leurs premières fincas italiennes dans la région de Capitanata, qui s'étendait de Siponto à Foggia, en passant par Spinazzola, Borgonioni, Salapia, Trinitapoli, Santa Maria de Salinis, Belmonte, Lama et Bersentino. Ils se consacraient à l'élevage, au commerce du sel marin, au dépôt de produits diététiques, à la culture de l'olivier et de la vigne, ainsi qu'à l'utilisation des cascades naturelles à travers les moulins. Une gestion aussi habile de leurs biens a accru le potentiel économique et militaire des Ordres, engagés dans les croisades et dans la protection des communautés locales. 
Certaines masseries des Templiers ont survécu jusqu'au début du XXIe siècle Enfin, Siponto a produit l'un des plus grands érudits juifs médiévaux, le rabbin Isaac ben Melchizedek (en), qui a composé l'un des premiers commentaires sur la Mishna, un recueil de l'ancienne Torah orale juive. 
En 1223, un tremblement de terre majeur centré sur le Mont Gargano détruisit presque tous les bâtiments de Siponto. Les secousses se sont poursuivies pendant encore deux ans, jusqu'à ce qu'en 1225, tout soit en ruine.
Le 8 janvier 1252, Conrad IV de Hohenstaufen débarque à Siponto pour son expédition royale dans le sud de l'Italie. Ici, son demi-frère Manfred de Sicile lui a confié le contrôle des Pouilles et d'autres provinces. En 1254 Conrad IV mourut et Manfred devint héritier et maître du pays. En 1255, un autre tremblement de terre détruisit complètement Siponto.
Manfred décide bientôt de construire une nouvelle ville sur un site plus sain et mieux protégé contre les pirates. Il appela la nouvelle ville, pour la construction de laquelle les décombres de l'ancienne furent utilisés, Manfredonia.

### Monuments et lieux d'intérêt

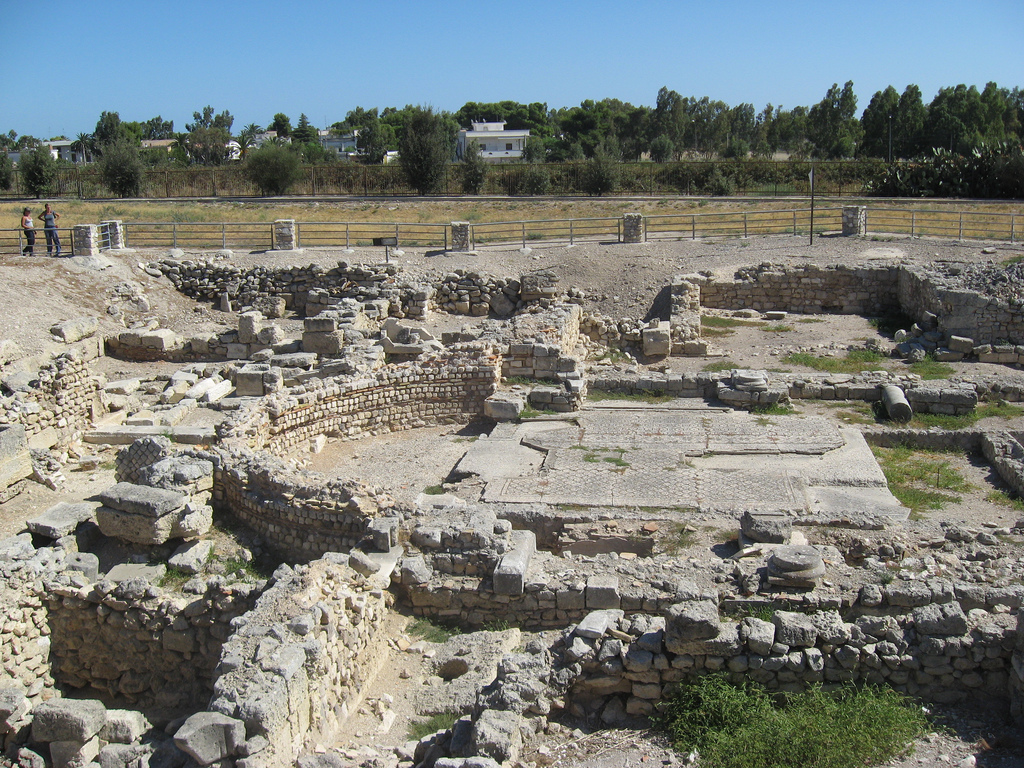
Basilique antique de Siponto.

- Le parc archéologique de Siponto : La zone protégée couvre toute la superficie de la colonie romaine.
- La Basilica di Santa Maria Maggiore di Siponto, d'architecture romane du XIe siècle.
- La basilique paléochrétienne, qui fait partie du parc archéologique, comprend également les fouilles de l'antique Siponto et les fondations des remparts de la vieille ville (fouilles npn encore terminées).
- Les hypogées de Siponto, grottes, en partie naturelles, habitées du néolithique à l'Âge du fer.
- L'Abbaye San Leonardo de Siponto du XIIe siècle.